# Nederland (Overijssel)
Pour les articles homonymes, voir Nederland.
Nederland est un petit village néerlandais de la commune de Steenwijkerland, en Overijssel.

## Géographie

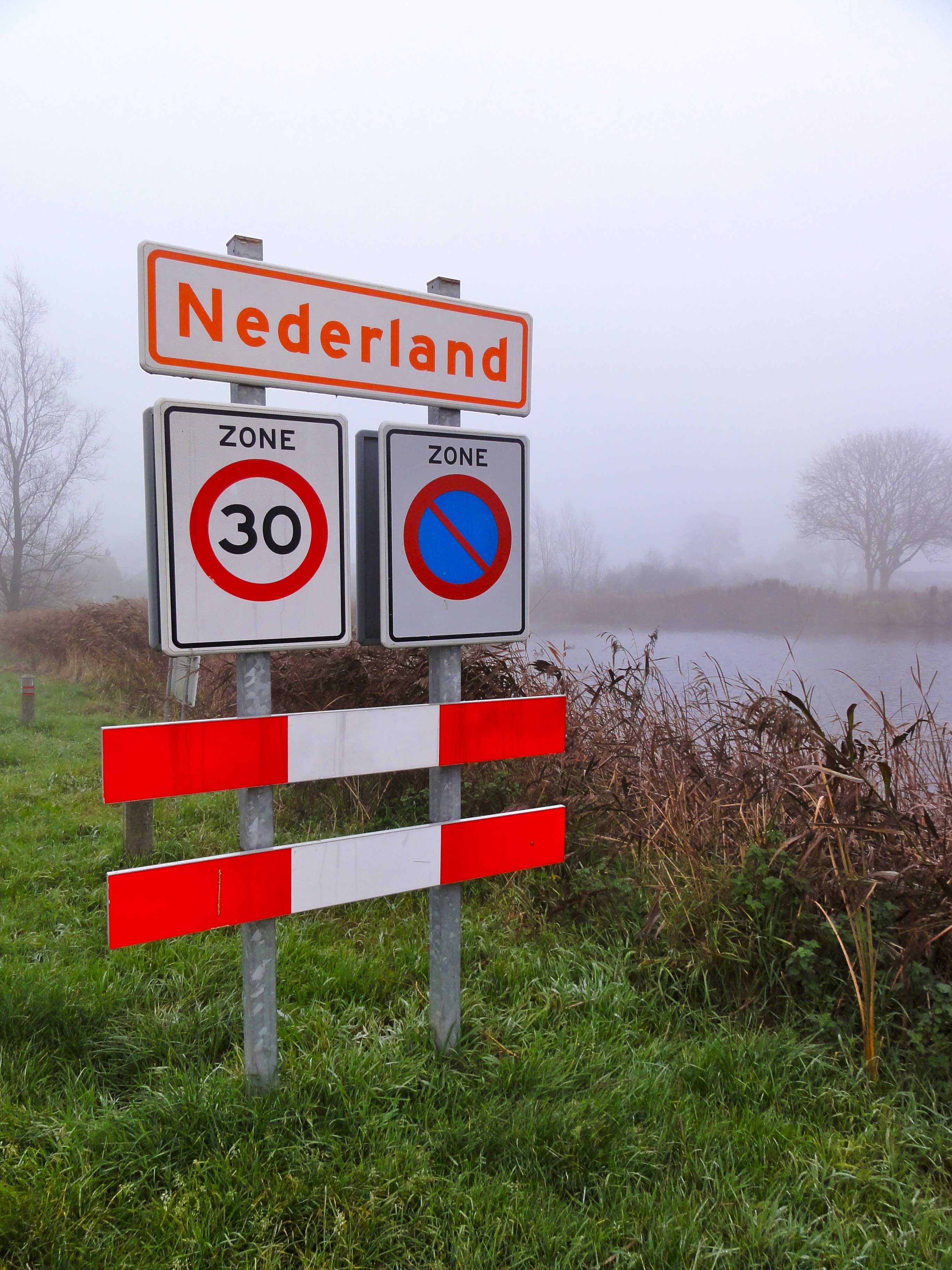
Panneau d'entrée dans la ville.

Nederland est situé dans le nord-ouest d'Overijssel, dans les Weerribben, entre Steenwijk, Blokzijl et Marknesse.
Le village est situé le long d'une seule route (Baarlingerweg / Rietweg) et traversé par deux canaux : le Heer van Diezenvaart vers Kalenberg et le Roomsloot vers Blokzijl.

## Histoire
En 1840, le village comptait encore 31 maisons et 182 habitants.
Avant 1973, le village dépendait de la commune de Steenwijkerwold. Le 1er janvier 1973, Nederland passait à la nouvelle commune d'IJsselham, fusionnée dans Steenwijkerland en 2001.

## Anecdote
Comme son nom est homonyme au nom des Pays-Bas en néerlandais, les panneaux d'agglomération ont été régulièrement sujets de vol.

## Sources et références
1. ↑  Alphabetisch register van alle bewoonde oorden des Rijks, Departement van Oorlog, Éd. Erven Doorman, 's-Gravenhage, 1850

- (nl) Cet article est partiellement ou en totalité issu de l’article de Wikipédia en néerlandais intitulé « Nederland (Overijssel) » (voir la liste des auteurs).
- (nl) Hoven, Frank van den, De Topografische Gids van Nederland, 1997, Éd. Filatop, Amersfoort.